# Bơ đậu phộng

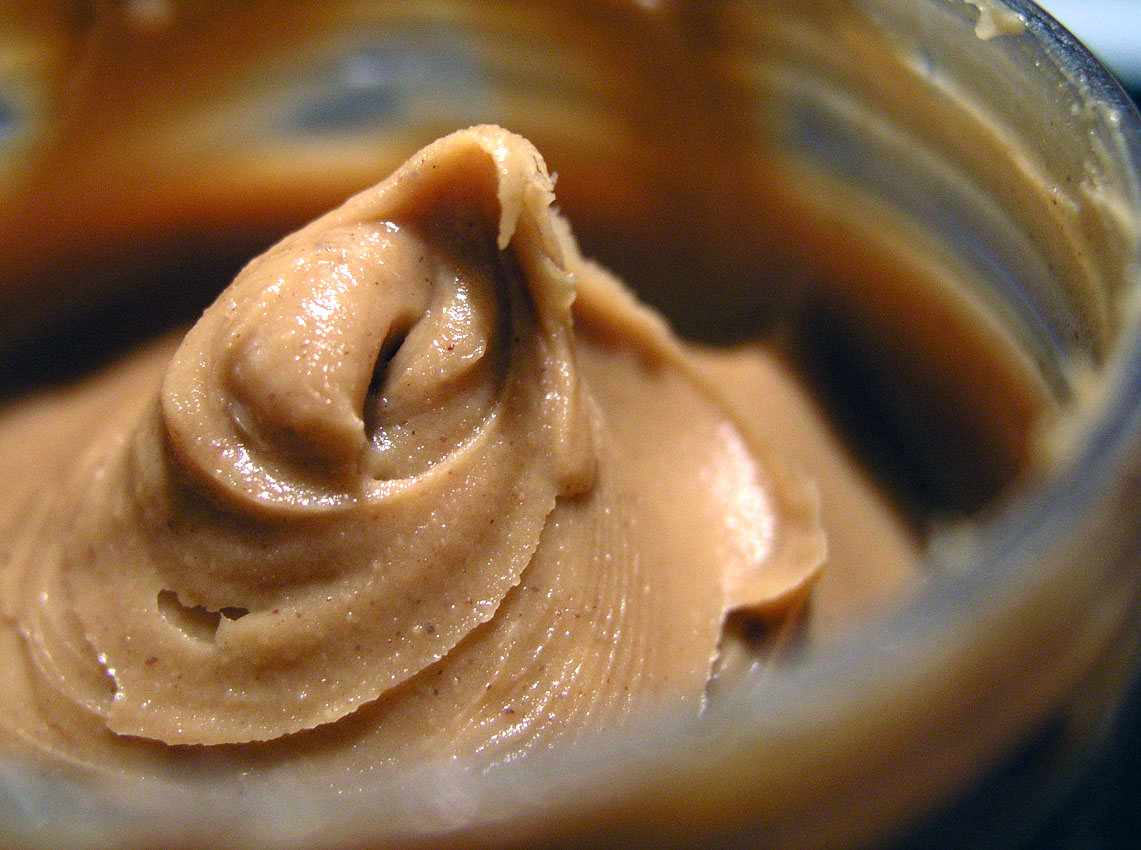
Bơ đậu phộng

Bơ đậu phộng hay bơ lạc là một dạng bơ thực vật được chế biến từ thành phần chính là đậu phộng và đường với một ít dầu và chế bằng phương pháp xay hoặc dã nhuyễn. Bơ đậu phộng là thức ăn phổ biến ở Bắc Mỹ, Hà Lan, Anh và một phần ở châu Á, thông dụng như ở Philippines, Indonesia và Việt Nam. Khởi đầu của việc chế biến bơ đậu phộng là ở châu Mỹ bởi người Aztec.

## Công dụng
Bơ đậu phộng có lợi cho tim, vì chúng thay thế cho những lipid có hại và những lipid chưa bão hòa. Ngoài ra nó còn cung cấp chất dinh dưỡng bổ ích cho máu, có chứa lượng vitamin E cao như tất cả các loại đậu sống khác, thành phần dầu chủ yếu trong bơ đậu phộng cũng có tác dụng tốt vì chống lại khí oxy làm giảm vitamin E.
Loại bơ này chứa nhiều protein, nguồn chất béo không bão hòa nên cung cấp một phần thiết yếu chất dinh dưỡng hữu ích cho cơ thể. Bơ đậu phộng có thể được bảo quản trong tủ lạnh đến 6 tháng khi đã mở ra. Có thể cho bơ đậu phộng này vào vài lát táo hoặc lê hoặc làm gia vị cho món xốt, nước xốt và ăn kèm với các loại thức ăn ưa thích. Nó dùng giống như một loại bơ thông thường, thưởng thức theo khẩu vị của từng người.
Ngoài ưu điểm là một trong những thành phần của các món ăn nhanh, bơ đậu phộng còn được sử dụng để kết hợp trong rất nhiều món chính, người ta có thể dùng bơ đậu phộng để thêm vào những món ăn chơi như salad, bánh mỳ nướng hoặc pizza, làm nước chấm, làm kẹo sô-cô-la đậu phộng....
Ngoài làm thực phẩm, bơ đậu phộng còn rất nhiều công dụng khác như: Khử mùi tanh, làm sạch nhựa vinyl và da, sửa DVD và CD bị trầy xước, loại bỏ kẹo cao su dính trên tóc, loại bỏ kẹo cao su dính trên thảm, loại bỏ dấu của sticker, loại bỏ keo dính trên tay, tẩy lông....